# Johannes Steiner (Schauspieler)
Johannes Steiner (* 13. Januar 1881 in Zürich; † 27. Februar 1957 in St. Gallen) war ein Schweizer Schauspieler, Theaterregisseur und Hörspielsprecher.

## Leben
Johannes Steiner war der Sohn des Malers Leonhard Steiner und begann seine künstlerische Laufbahn in Deutschland. Nach seiner Schauspielausbildung in Berlin, kam er in der Spielzeit 1907/08 unter dem Namen Han(n)s Steiner als Volontär an das Münchner Volkstheater. Anschliessend spielte er bis 1913 am Theater am Gärtnerplatz und am Münchner Schauspielhaus. 1913/14 gastierte Steiner am Schauspielhaus Düsseldorf, 1917/18 am Stadttheater Klagenfurt. 1919 kam er wieder nach Deutschland und arbeitete als Regisseur zunächst in der Saison 1919/20 an der Leipziger Volksbühne, danach bis 1923 am dortigen Schauspielhaus. Von 1923 bis 1929 wirkte Steiner als Schauspieler in Dresden, zunächst am Albert-Theater, dann an den Vereinigten Bühnen, an der Komödie und noch einmal am Albert-Theater. Im Anschluss an seine Zeit in Dresden verliess Steiner Deutschland aufgrund der dortigen politischen Entwicklung und kehrte in die Schweiz zurück. Hier schloss er sich dem Stadttheater St. Gallen an, dem er bis zu seinem Tod als Schauspieler und Oberspielleiter angehörte. Als Gast spielte er daneben am Schauspielhaus Zürich, am Sommertheater Winterthur, am Theater Basel, am Theater Chur und am Luzerner Theater.
Nachgewiesen sind seine Arbeiten in der Schweiz. Häufig spielte er in seinen eigenen Inszenierungen Titel- oder tragende Rollen, so Philipp II. in Don Karlos und Graf von Moor in Die Räuber, beide von Friedrich Schiller, Thorvald Helmer in Henrik Ibsens Stück Nora oder die Titelfigur in Nathan der Weise von Gotthold Ephraim Lessing. Daneben brachte Steiner einige Uraufführungen auf die Bühne, unter anderem 1931 Die Schelmeninsel von Werner Johannes Guggenheim, 1941 Das Spiel vom Paracelsus von Max Geilinger (Steiner spielte die Titelrolle) oder 1947 Der Mann im Sumpf von Jakob Bührer. Gemeinsam mit Adolf Sennhauser schrieb er das Stück Das Retourbillett, das am 13. März 1936 unter der Regie von Theo Modes in St. Gallen uraufgeführt wurde.
Johannes Steiner arbeitete daneben auch als Schauspiellehrer am Bühnenstudio Zürich. 1930 hatte er in dem stummen Dokumentarfilm Frauennot – Frauenglück seinen ersten Auftritt vor der Kamera. Mit seiner Rolle in dem Film Füsilier Wipf setzte er 1938 seine Laufbahn als Filmschauspieler bis Mitte der 1950er-Jahre fort. 1941 verkörperte er in Landammann Stauffacher die historische Figur des Werner von Attinghausen. Bereits 1926 hatte Steiner erstmals in einer Hörspielproduktion der MIRAG in Leipzig mitgewirkt.

## Filmografie
- 1930: Frauennot – Frauenglück
- 1938: Füsilier Wipf
- 1940: Fräulein Huser
- 1940: Ist Dr. Ferrat schuldig? (Dilemma)
- 1940: Das Weyerhuus
- 1940: Der achti Schwyzer
- 1941: Romeo und Julia auf dem Dorfe
- 1941: Bider der Flieger
- 1941: Landammann Stauffacher
- 1942: De Wyberfind
- 1943: Das Leben beginnt (Matura-Reise)
- 1943: Wilder Urlaub
- 1947: § 51 – Seelenarzt Dr. Laduner (Matto regiert)
- 1948: Die weiße Nacht
- 1955: Leben und leben lassen
- 1955: Polizischt Wäckerli
- 1955: … Und ewig ruft die Heimat (Uli der Pächter)
- 1956: Das Lied der Heimat (Zwischen uns die Berge)

## Hörspiele
- 1926: Johann Amos Comenius: Diogenes – Regie: Carl Blumau – MIRAG
- 1928: Kurt Martens: Der Wendepunkt – Regie: Carl Blumau – MIRAG
- 1951: Friedrich Hebbel: Maria Magdalena – Regie: Kurt Bürgin – SRF
- 1953: Louis MacNeice: Der dunkle Turm – Regie: Hans Gaugler – SRF
- 1954: Vittorio Calvino: Eine Seele für Julia – Regie: Kurt Bürgin – SRF
- 1955: Erika Gertrud Schubiger: Das wahre Lamm von Betlehem! – Regie: Kurt Bürgin – SRF